# Ecpetala similata
Ecpetala similata là một loài bướm đêm trong họ Geometridae.